# أدولفوس واشنطن
أدولفوس واشنطن (بالإنجليزية: Adolphus Washington)‏ هو لاعب كرة قدم أمريكية أمريكي، ولد في 24 نوفمبر 1994 في سينسيناتي في الولايات المتحدة.

## وصلات خارجية
- أدولفوس واشنطن على موقع مرجع كرة القدم المحترفة.كوم (الإنجليزية)